# Lars Agnar Hjelmeset
Lars Agnar Hjelmeset  (* 18. August 2001) ist ein norwegischer Skilangläufer.

## Werdegang
Hjelmeset, der für den Gjelleråsen IF startet, nahm bis 2021 an Juniorenwettbewerben teil.  Dabei belegte er beim Europäischen Olympischen Winter-Jugendfestival 2019 in Sarajevo den 19. Platz über 10 km klassisch, den 13. Rang im Sprint und den vierten Platz über 7,5 km Freistil und bei den Junioren-Skiweltmeisterschaften 2020 in Oberwiesenthal den 27. Platz im Sprint sowie den siebten Rang im 30-km-Massenstartrennen. Im folgenden Jahr gewann er bei den Junioren-Skiweltmeisterschaften in Vuokatti die Silbermedaille im Sprint und die Goldmedaille mit der Staffel. Zudem errang er dort den 11. Platz über 10 km Freistil und den neunten Platz im 30-km-Massenstartrennen. Zu Beginn der Saison 2021/22 lief er in Beitostølen seine ersten Rennen im Scandinavian-Cup und belegte dabei den 24. Platz über 10 km klassisch, den fünften Rang über 15 km Freistil und den zweiten Platz im Sprint. Im weiteren Saisonverlauf startete er, nach einer weiteren Top-Zehn-Platzierung in dieser Rennserie und Platz 12 im Sprint bei den U23-Weltmeisterschaften 2022 in Lygna, in Drammen erstmals im Skilanglauf-Weltcup, wo er mit dem 14. Platz im Sprint seine ersten Weltcuppunkte holte.

## Siege bei Continental-Cup-Rennen
| Nr. | Datum             | Ort       | Disziplin        | Serie            |
| --- | ----------------- | --------- | ---------------- | ---------------- |
| 1.  | 16. Dezember 2022 | Östersund | Sprint klassisch | Scandinavian Cup |